# Kurs (żeglarstwo)

A - linia wiatru, B - bajdewind, C - półwiatr, D - baksztag, E - fordewind prawego halsu; pole zakreskowane - kąt martwy

Kurs – w nawigacji kąt zawarty pomiędzy południkiem (czyli liną północ-południe), a osią symetrii statku: kierunek geograficzny, w którym jednostka ma skierowany dziób. Mówi się, że jednostka płynie kursem, lub leży na kursie. 

## Kursy względem wiatru
W żeglarstwie istnieje pojęcie kursu względem wiatru. Jest to kierunek, w którym aktualnie płynie jednostka względem kierunku wiatru pozornego.
Wyróżnia się następujące kursy względem wiatru:
- fordewind (niderl. voor de wind) – gdy wiatr wieje prosto od rufy
- baksztag (niderl. bakstag) – gdy wiatr wieje pomiędzy fordewindem a półwiatrem
- półwiatr – gdy wiatr wieje z boku
- bajdewind (niderl. bij de wind) - gdy wiatr wieje pomiędzy półwiatrem a kątem martwym
- kąt martwy - gdy wiatr wieje pod tak ostrym kątem od strony dziobu, że żagle mimo maksymalnego wybrania nie pracują, łopoczą

Nazwy kursów wywodzą się z języka niderlandzkiego, zaleca się zatem wymowę bajdewind, a nie bajdełind etc.
Wyróżnia się również dwa halsy – lewy i prawy. Jednostka płynie lewym halsem, gdy wiatr pozorny wieje z dowolnego kierunku z lewej strony jednostki, natomiast prawy hals, gdy wiatr wieje z prawej strony. W przypadku gdy jednostka porusza się fordewindem, jej hals określany jest położeniem głównego żagla. Gdy główny żagiel mamy po lewej burcie, to uznajemy, że jednostka płynie prawym halsem, i analogicznie – jeśli główny, największy żagiel jest po prawej burcie, to jednostka płynie halsem lewym. 